# Велика Варница
Велика Варница (словен. Velika Varnica) је насељено место у општини Видем, Подравска регија, Словенија.

## Историја
До територијалне реорганизације у Словенији била је у саставу старе општине Птуј.

## Становништво
У попису становништва из 2011. године, Велика Варница је имала 208 становника.
| Број становника према пописима | Број становника према пописима | Број становника према пописима |
| ------------------------------ | ------------------------------ | ------------------------------ |
| 1991                           | 2002                           | 2011                           |
| 272                            | 223                            | 208                            |

Напомена: Године 1979. повећано за део насеља Ложина (Подлехник).